# Eugene N. Borza
Eugene N. Borza, född 3 mars 1935 i Cleveland, Ohio, död 5 september 2021, var en amerikansk historiker, professor emeritus i antikens historia vid Pennsylvania State University. Han har skrivit flera avhandlingar om antikens Makedonien.

## Publicerade böcker
- 1962 - The Bacaudae: A Study of Rebellion in Late Roman Gaul (University of Chicago, Department of History)
- 1974 - The Impact of Alexander the Great (Dryden Press, ISBN 003090000X)
- 1990 - In the Shadow of Olympus: The Emergence of Macedon (Princeton University Press, ISBN 0691008809)
- 1995 - Makedonika (Regina Books, ISBN 0941690652)